# Мак Уильям Иохтар
Мак Уильям Иохтар (Нижний Мак Уильям), также известны как Берки из Мейо — полностью гэльская линия ирландско-нормандского дома Берков в Ирландии. Эта территория занимала большую часть северной части провинции Коннахт. Мак Уильям Иохтар действовал как региональный король и получил белый жезл. Этот титул был преемником титула лорда Коннахта, который прервался после убийства Уильяма Донна де Бурга, 3-го графа Ольстера, в июне 1333 года.

## История

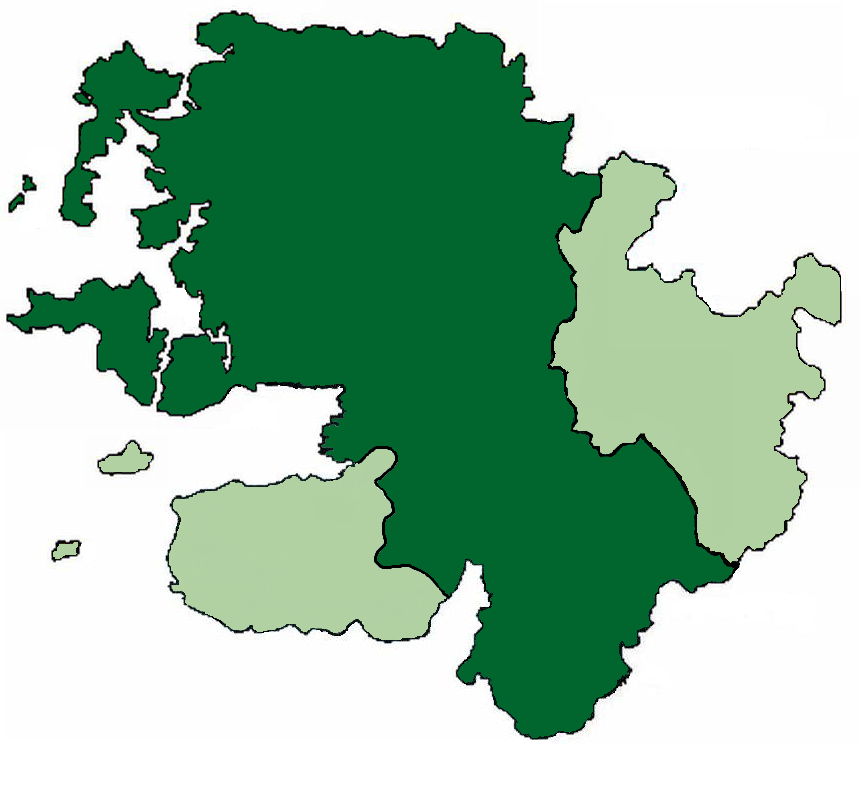
Графство Майо, ок. 1590 года. Территория клана Мак Уильям Иохтар (темно-зеленый), а вассалы Мак Уильям Иохтар (светло-зеленый)

В результате гражданской войны 1330-х годов лордство Коннахта было разделено между двумя противоборствующими группировками семьи де Бург: Берками Мак-Уильяма Уахтара (или Кланрикарда) в Южном Коннахте и Берками Мак-Уильяма Иохтара в Северном Коннахте. В течение более чем трехсот лет эти две семьи доминировали в политике провинции, часто сражаясь друг с другом за верховное правление как англо-ирландского, так и гэльско-ирландского народов.

## Список Мак-Уильям Иохтара
- Эдмонд Альбанах де Бург (? — 1375), 1-й вождь клана Мак Уильям Иохтар (1332/1334 — 1375), сын Уильяма Лиата де Бурга (ум. 1324)
- Томас Мак Эдмонд Альбанах де Бурк[англ.] (? — 1402), 2-й вождь Мак Уильям Иохтар (1375—1402), сын предыдущего
- Уолтер Мак Томас де Бурк[англ.] (? — 1440), 3-й вождь клана Мак Уильям Иохтар (1402 — 7 сентября 1440), сын предыдущего
- Эдмунд на Феасойге де Бурк[англ.] (? — 1458), 4-й вождь (1440—1458), младший брат предыдущего
- Томас Ог де Бурк[англ.] (? — 1460), 5-й вождь (1458—1460), младший брат предыдущего
- Ричард де Бурк[англ.] (? — 1473), 6-й вождь клана Мак Уильям Иохтар (1460—1469), младший брат предыдущего
- Ричард О Cuairsge Бурк (? — 1479), 7-й вождь клана Мак Уильям Иохтар (1469—1473), племянник предыдущего, сын Эдмунда на Феасойге де Бурка
- Теобальд Бурк[англ.] (? — 5 марта 1503), 8-й вождь клана Мак Уильям Иохтар (1479—1503), сын Уолтера Мак Томаса де Бурка
- Рикард Бурк[англ.] (? — 7 июля 1509), 9-й вождь клана Мак Уильям Иохтар (1503—1509), младший брат предыдущего
- Эдмонд де Бурк[англ.] (? — 23 февраля 1514), 10-й вождь клана (1509—1514), старший сын Ричарда О Cuairsge Бурка
- Мейлер Бурк[англ.] (? — 28 апреля 1520), 11-й вождь клана Мак Уильям Иохтар (1514—1520), старший сын Теобальда Бурка
- Эдмунд де Бурк[англ.] (? — 29 сентября 1527), 12-й вождь клана Мак Уильям Иохтар (1520—1527), старший сын Уйлеага Бурка, внук Эдмунда на Феасоиге Бурка
- Сиан Ан Тирменн Бурк[англ.] (? — ?), 13-й вождь клана Мак Уильям Иохтар (1527 — ?), сын Рикарда Бурка
- Теобальд Мак Уиллиг Бурк[англ.] (? — 1537), 14-й вождь клана Мак Уильям Иохтар (? — 1537), сын Уилеага Бурка, внук Эдмунда на Феасоиге Бурка
- Дэвид де Бурк[англ.] (? — ?), 15-й вождь клана Мак Уильям Иохтар (1537 — ?), сын Эдмонда Бурка, 12-го вождя клана Мак Уильям Иохтар
- Рикард Мак Сиан Ан Тирменн Бурк[англ.] (? — 1571), 16-й вождь клана Мак Уильям Иохтар (? — 1571), сын Сиана Ан Тирменна Бурка
- Сиан Мак Оливер Бурк[англ.] (? — 24 ноября 1580), 17-й вождь клана Мак Уильям Иохтар (1571—1580), сын Оливера Берка из Тираули и правнук Ричарда О Cuairsge Бурка, 7-го вождя клана Мак Уильям Иохтар
- Ричард Железный Бурк[англ.] (? — 1582), 18-й вождь клана Мак Уильям Иохтар (1580—1582), сын Дэвида Бурка, 15-го вождя клана Мак Уильям Иохтар
- Ричард Бурк (? — 1586), 19-й вождь клана Мак Уильям Иохтар (1582—1586), сын Ричарда Бурка, внук Сиана Бурка, правнук Ричарда О Cuairsge Бурка, 7-го вождя клана Мак Уильям Иохтар
- Уильям «Слепой аббат» Бурк (? — 1593), 20-й вождь клана Мак Уильям Иохтар 1586—1593), сын Дэвида Бурка, 15-го вождя клана Мак Уильям Иохтар
- Тиббот Макуолтер Киттах Бурк[англ.] (ок. 1570 — после 1602), 21-й вождь клана Мак Уильям Иохтар (декабрь 1595 — март 1601), сын Уолтера Сиотаха Бурка из Беллека (? — 1590), внебрачного сына Сиана Мак Оливера Бурка, 17-го вождя клана Мак Уильям Иохтар
- Ричард «Дьявольский крюк» Бурк (? — ?), 22-й вождь клана Мак Уильям Иохтар (март 1601 — октябрь 1601), сын Рикарда Бурка и потомок Эдмунда на Феасойге де Бурка, 4-го вождя клана Мак Уильям Иохтар
- Тиббот Макуолтер Киттах Бурк[англ.] (ок. 1570 — после 1602), 23-й и последний вождь клана Мак Уильям Иохтар (октябрь 1601 — январь 1602), сын Уолтера Сиотаха Бурка из Беллека (? — 1590), внебрачного сына Сиана Мак Оливера Бурка, 17-го вождя клана Мак Уильям Иохтар

В 1594 году Тиббот Нил Лонг Бурк (1567—1629), сын Ричарда «Железного» Бурка, 18-го вождя клана Мак Уильям Иохтар, член Ирландской палаты общин от графства Мейо (1613—1615). В 1627 году он был назначен 1-м виконтом Мейо.